# فرانك شولتس
فرانك شولتس (بالألمانية: Frank Schulz)‏ هو مدرب كرة قدم ولاعب كرة قدم ألماني في مركز الوسط، ولد في 18 فبراير 1961 في رمشايد في ألمانيا. شارك مع منتخب ألمانيا الأولمبي لكرة القدم. أما مع النوادي، فقد لعب مع آينتراخت فرانكفورت وألمانيا آخن وبوروسيا مونشنغلادباخ ونادي أوسنابروك ونادي بوخوم.

## وصلات خارجية
- فرانك شولتس على موقع قاعدة بيانات كرة القدم.إي يو (الإنجليزية)
- فرانك شولتس على موقع بيانات كرة القدم. دي إي (الألمانية)
- فرانك شولتس على موقع عالم كرة القدم.نت (الإنجليزية)